# Elaea infumata
Elaea infumata är en bönsyrseart som beskrevs av Max Beier 1931. Elaea infumata ingår i släktet Elaea och familjen Mantidae. Inga underarter finns listade i Catalogue of Life.